# Theo Matejko
Theo Matejko (ur. 18 czerwca 1893 w Wiedniu, zm. 9 września 1946 w Vorderthiersee, Kufstein) – austriacki ilustrator i rysownik.

## Życiorys
Theo Matejka (nazwisko na Matejko zmienił około 1907) pochodził z Czech, w I wojnie światowej walczył jako żołnierz Armii Austro-Węgier. Rysować zaczął w czasie wojny, później został ilustratorem niemieckich czasopism. Z czasem przeniósł się do Berlina. Po ślubie z aktorką Eriką Fiedler w 1921 został autorem plakatów do filmów.
W 1933 związał się z nazistami, tworzył materiały propagandowe. Był m.in. autorem polskojęzycznego plakatu przedstawiającego rannego polskiego żołnierza na tle ruin, obok którego stał odwrócony brytyjski premier Neville Chamberlain, z podpisem Anglio! Twoje dzieło!.
Pod koniec II wojny światowej zbiegł z żoną z Berlina do Tyrolu, gdzie wkrótce zmarł.